# Serpent Mage
Serpent Mage (aprilie 1992) este al patrulea roman scris de Margaret Weis și Tracy Hickman din seria The Death Gate.